# Ejército de Dios (Estados Unidos)
Army of God (Ejército de Dios, en español) es una organización terrorista cristiana estadounidense, cuyos miembros han perpetrado actos de violencia contra las clínicas y doctores que practican abortos. Según la base de conocimientos conjunta sobre terrorismo del Departamento de Justicia y el Departamento de Seguridad Nacional, el Ejército de Dios es una organización terrorista clandestina activa en los Estados Unidos. Además de numerosos delitos contra la propiedad, el grupo ha cometido actos de secuestro, intento de asesinato y homicidio. El AOG se formó en 1982 y, aunque comparten una ideología y tácticas comunes, los miembros del grupo afirman que rara vez se comunican entre sí, esto se conoce más formalmente como resistencia sin líderes. El grupo prohíbe a quienes deseen "tomar medidas contra los abortistas que matan a bebés" mencionar sus planes con alguien por adelantado.

## Acciones

### Década de los 80´s
La primera incidencia documentada de que el Ejército de Dios estuvo involucrado en actividades contra el aborto ocurrió en 1982. El 6 de junio del mismo año Donald Benny Anderson y Mathew Moore, quienes afirmaron ser parte del Ejército de Dios, detonaron dos bombas de tubo en el Centro Médico Arlington-Fairfax en Falls Church, Virginia, Estados Unidos. No hubo víctimas, pero la clínica de abortos sufrió daños por 18.000 dólares. También se descubrieron cuatro bombas de tubería sin detonar en la instalación. En agosto del mismo año, tres hombres declararon que eran del "Ejército de Dios", secuestró a Héctor Zevallos, un médico que practicaba abortos, y a su esposa, Rosalee Jean, y los mantuvo como rehenes.: 23  Los rehenes fueron liberados ilesos después de ocho días.

El 17 de febrero de 1984 Kenneth Shields, Thomas Spinks y Michael Donald Bray fueron condenados por bombardear el Reproductive Care Center en Dover, Delaware. La clínica de abortos fue destruida, lo que provocó daños por más de $100,000. Días después, el 28 de febrero, los tres atacantes fueron condenados por bombardear los Servicios de Salud Reproductiva del Condado de Prince George en College Park, Maryland. No hubo víctimas, pero el edificio sufrió daños por aproximadamente $ 85.000. Después del bombardeo, uno de los perpetradores llamó al Washington Post y al Washington Times para reclamar el incidente en nombre del Ejército de Dios. Meses después, los mismos atacantes bombardearon las oficinas de la Federación Nacional del Aborto en Washington D. C., Estados Unidos. No hubo víctimas, pero el edificio sufrió daños por 40.000 dólares, y tres días después atacaron una clínica en Annapolis, dejando sustanciales daños materiales. No fue hasta el 3 de noviembre los tres atacantes, la oficina de la Unión Estadounidense de Libertades Civiles en Washington D. C.. No hubo víctimas, pero el edificio sufrió daños menores. El 19 de noviembre en una serie de dos ataques, Kenneth Shields, Thomas Spinks y Michael Donald Bray bombardearon la Clínica Médica Randolph en Rockville, Maryland, Estados Unidos. No hubo víctimas, pero la instalación de abortos sufrió daños por 50.000 dólares.
La primera incidencia documentada de que el Ejército de Dios estuvo involucrado en actividades contra el aborto ocurrió en 1982. El 6 de junio del mismo año Donald Benny Anderson y Mathew Moore, quienes afirmaron ser parte del Ejército de Dios, detonaron dos bombas de tubo en el Centro Médico Arlington-Fairfax en Falls Church, Virginia, Estados Unidos. No hubo víctimas, pero la clínica de abortos sufrió daños por 18.000 dólares. También se descubrieron cuatro bombas de tubería sin detonar en la instalación. En agosto del mismo año, tres hombres declararon que eran del "Ejército de Dios", secuestró a Héctor Zevallos, un médico que practicaba abortos, y a su esposa, Rosalee Jean, y los mantuvo como rehenes.: 23  Los rehenes fueron liberados ilesos después de ocho días.
El 17 de febrero de 1984 Kenneth Shields, Thomas Spinks y Michael Donald Bray fueron condenados por bombardear el Reproductive Care Center en Dover, Delaware. La clínica de abortos fue destruida, lo que provocó daños por más de $100,000. Días después, el 28 de febrero, los tres atacantes fueron condenados por bombardear los Servicios de Salud Reproductiva del Condado de Prince George en College Park, Maryland. No hubo víctimas, pero el edificio sufrió daños por aproximadamente $ 85.000. Después del bombardeo, uno de los perpetradores llamó al Washington Post y al Washington Times para reclamar el incidente en nombre del Ejército de Dios. Meses después, los mismos atacantes bombardearon las oficinas de la Federación Nacional del Aborto en Washington D. C., Estados Unidos. No hubo víctimas, pero el edificio sufrió daños por 40.000 dólares, y tres días después atacaron una clínica en Annapolis, dejando sustanciales daños materiales. El 3 de noviembre del mismo año Kenneth Shields, Thomas Spinks y Michael Donald Bray bombardearon la oficina de la Unión Estadounidense de Libertades Civiles en Washington D. C.. No hubo víctimas, pero el edificio sufrió daños menores. El 19 de noviembre en una serie de dos ataques, Kenneth Shields, Thomas Spinks y Michael Donald Bray bombardearon dos clínicas en Rockville y Wheaton, Maryland, Estados Unidos. No hubo víctimas, pero la instalación de abortos sufrió daños por 50.000 dólares.
El 24 de diciembre de 1984, los tres atacantes  colocaron una bomba en un edificio de oficinas en Suitland, Maryland, que albergaba el Centro Metropolitano de Planificación Familiar. No hubo víctimas, pero las oficinas del impuestos y una peluquería ubicada en el edificio resultaron dañadas, mientras la clínica de abortos quedó ilesa. La "División de la Costa Este" de la AOG se atribuyó la responsabilidad cuando tres hombres, incluido Michael Bray, colocaron bombas en siete clínicas de aborto en Maryland, Virginia y Washington D. C. en 1985. Los militantes Kenneth Shields, Thomas Spinks y Michael Donald Bray fueron finalmente arrestados en enero de 1985.
El 6 de septiembre de 1989 miembros del Ejército de Dios prendieron fuego a la puerta principal del edificio que alberga el Centro de Salud Reproductiva Allegheny en Pittsburgh, Pensilvania. No hubo víctimas, pero el edificio sufrió daños por $ 10,000 dólares.

### Década de los 90´s
El 8 de noviembre militantes antiaborto (probables miembros al AOG) dispararon con un rifle de alta potencia contra la casa de los Romalis, golpeándolo a Romalis e hiriendolo gravemente. Un disparo le dio en el muslo, dañándole los músculos y destrozándole el fémur. La lesión más peligrosa fue en su arteria femoral. Se salvó improvisando un torniquete con el cinturón de su bata. Su esposa e hija, que también estaban en casa en ese momento, no resultaron heridas. La policía dijo que el francotirador pudo haber usado un rifle automático AK-47. Mark Schonfeld, presidente de la Asociación Médica de Columbia Británica, expresó su consternación de que le dispararan a alguien, porque es "muy extraño para nuestra forma de vida y nuestro pensamiento". El aborto es legal en Canadá desde 1988. La casa Romalis había sido protestada por grupos antiaborto en el pasado. En ese momento, la policía no tenía un sospechoso en mente. Se ofreció una recompensa de $60,000, $40,000 de las fuerzas policiales y $20,000 de la Asociación Médica de Manitoba. Casi un año después el Dr.Hugh Short fue herido con disparos de armas de fuego cerca de su hogar en el suburbio de Ancaster, Ontario. El doctor Short sobrevivió al ataque.
Posiblemente el ataque más relevante del grupo fue el ataque de Atlanta de 1996 que detono a las 1:25 a. m. del sábado, una bomba casera detonó en el Centennial Olympic Park en Atlanta, Georgia. En el momento de la explosión había una multitud de aproximadamente 60.000 personas en el parque asistiendo a un concierto y festividades en celebración de los Juegos Olímpicos de 1996, dejando como saldo dos muertos y más de 111 heridos.

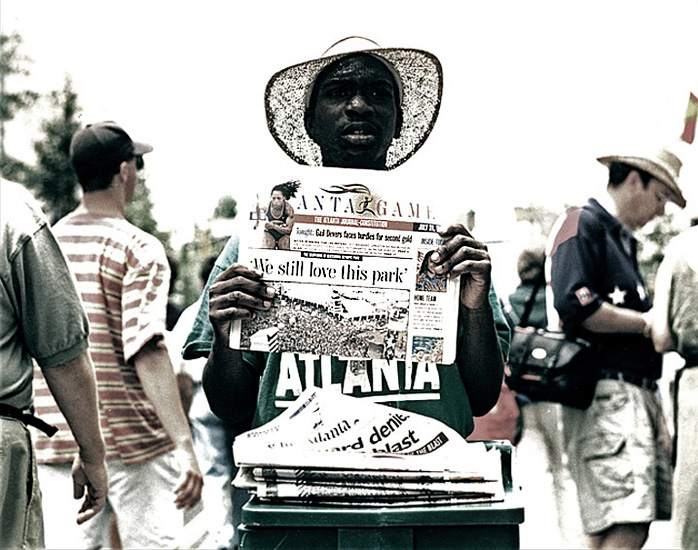
El parque Centennial Olympic reabrió después del bombardeo

No fue hasta el 16 de enero de 1997 cuando dos explosiones sacudieron la ciudad de Atlanta, la primera bomba (que estaba escondida en un contenedor de basura) sucedió en una clínica de planificación familiar en el área de Sandy Springs, misma que no causó víctimas, pero abrió un agujero en la pared del edificio. La segunda explosión al menos seis personas resultaron heridas, incluido un investigador de la Agencia de Alcohol, Tabaco, Armas de Fuego y Explosivos, dos agentes del FBI, un bombero, un trabajador de ambulancia y un camarógrafo de televisión. Afortunadamente los autos estacionados absorbieron la mayor parte de la fuerza de la segunda explosión. El 21 de febrero del mismo año una bomba detonó en el Otherside Lounge, un bar LGBT en Atlanta. Este fue el primero de dos ataques relacionados en este lugar, el primer dispositivo se plantó en un patio trasero mientras había unas 150 personas en el salón, pero fue desalojado el lugar y desactivada con éxito. El dispositivo estaba en una mochila colocada en el estacionamiento cerca del edificio, apuntando a los socorristas, hiriendo a cinco oficiales. El 28 de octubre de 1997 un hombre armado intentó asesinar al Dr. David Lee Gandell, un médico que practicaba abortos, mientras se encontraba en su casa en el suburbio de Fairport, Nueva York. Las autoridades sospechan del miembro del Ejército de Dios James Charles Kopp, quien fue condenado por un ataque similar que tuvo lugar en 1998. Un mes después de este ataque, el Dr. Jack Fainman fue herido por un ataque armado en su hogar cerca de Winnipeg, Manitoba.
El 29 de enero de 1998, una bomba llena de clavos explotó en la clínica New Woman, All Women, matando al guardia de seguridad y mutilando a una enfermera de la clínica. AOG reclamó el crédito en una carta a los medios de comunicación. Eric Robert Rudolph fue acusado y colocado en la lista de los 10 más buscados del FBI. Permaneció fugitivo durante 5 años antes de ser finalmente capturado en mayo de 2003. Rudolph se declaró culpable de los atentados con bombas en Alabama y Atlanta y fue sentenciado a cuatro cadenas perpetuas consecutivas. Meses después el 25 de octubre el Dr. Barnett Slepian recibió un disparo en Amherst, Nueva York, EE. UU. Slepian había sido el objetivo de los manifestantes contra el aborto desde los 80´s.
El terrorista cristiano James C Kopp fue capturado el 29 de marzo del 2001 por el homicidio de Barnett Slepian (1998) y otros tres ataques armados.

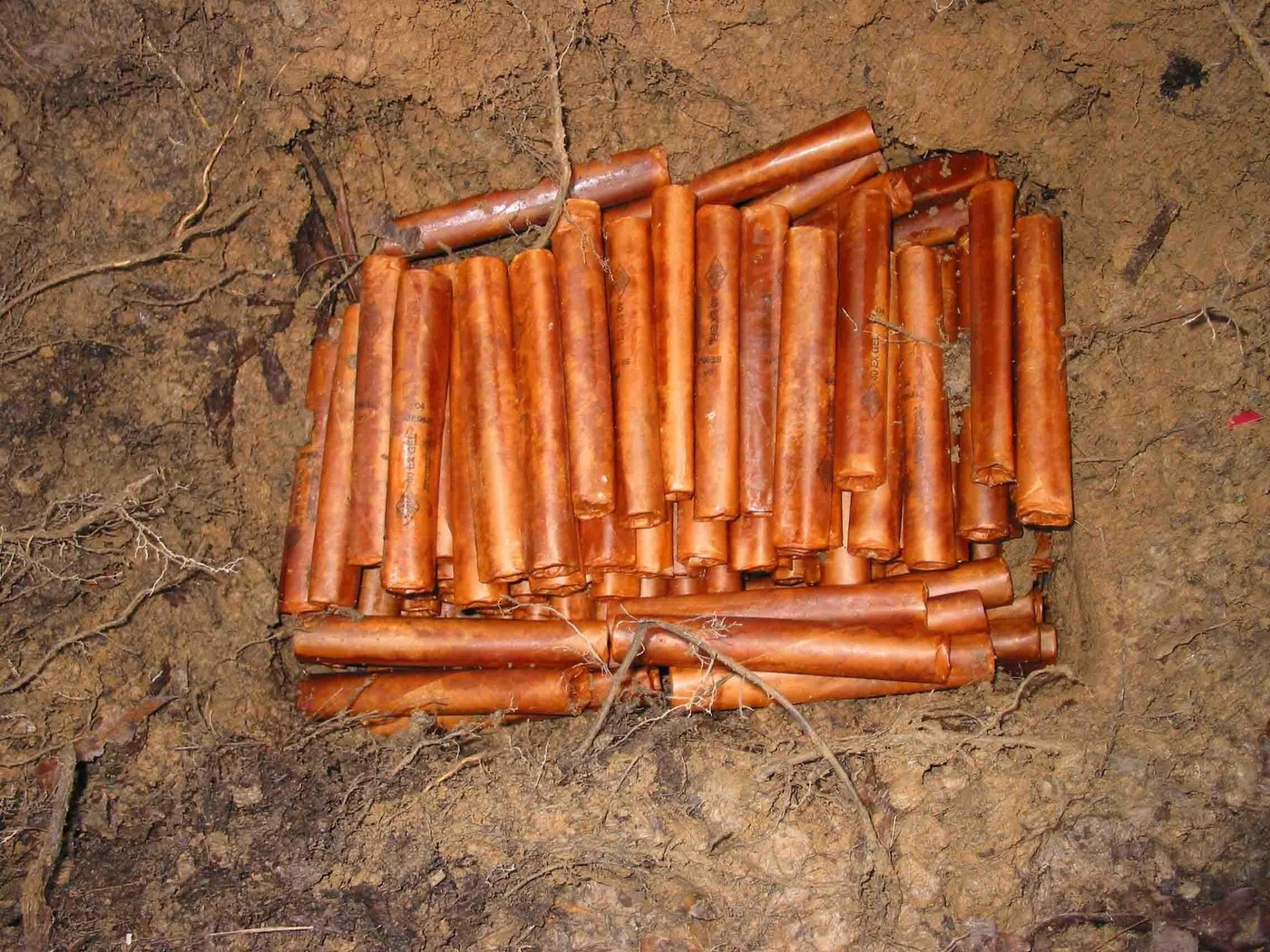
Parte de la dinamita de nitroglicerina escondida por el fugitivo Eric Rudolph y recuperada por el FBI y otras autoridades en abril de 2005.

## Manual del Ejército de Dios
El Manual del Ejército de Dios es un documento anónimo escrito y ampliamente respaldado por miembros antiabortistas de AOG. Según el sitio web de la AOG, el manual "no debe interpretarse como una sanción a ningún grupo o individuo para realizar ninguna acción". El libro, que consta de ocho capítulos y varios apéndices, profundiza en varios pilares de su ideología y es esencialmente una hoja de ruta sobre cómo cometer actos de violencia contra las clínicas de aborto, los proveedores de servicios de aborto y las personas asociadas con el aborto. Partes del libro, específicamente los apéndices de los capítulos cuatro, cinco y seis, no están disponibles para el consumo público en el sitio web del grupo debido a las leyes federales. Se encuentra ahora en su tercera edición y el grupo se refiere a él como un documento histórico.
El manual está disponible casi en su totalidad en el sitio web de la AOG, que anteriormente estuvo a cargo de Donald Spitz. Spitz no tiene antecedentes de actividad delictiva, pero históricamente ha utilizado el sitio web para publicar biografías breves sobre miembros de grupos de alto perfil, publicar propaganda contra el aborto, publicar fotos de lo que se dice que son fetos no nacidos con sangre que fueron abortados y utiliza el sitio web como un medio. para justificar las acciones del grupo e incitar a otros a apoyar al Ejército de Dios y lo que representan.

## Documental
El movimiento AOG, junto con seguidores selectos, aparecen en el documental de HBO Soldiers in the Army of God (2000), dirigido por Marc Levin y Daphne Pinkerson, como parte de la serie America Undercover de HBO.